# Raíz primaria

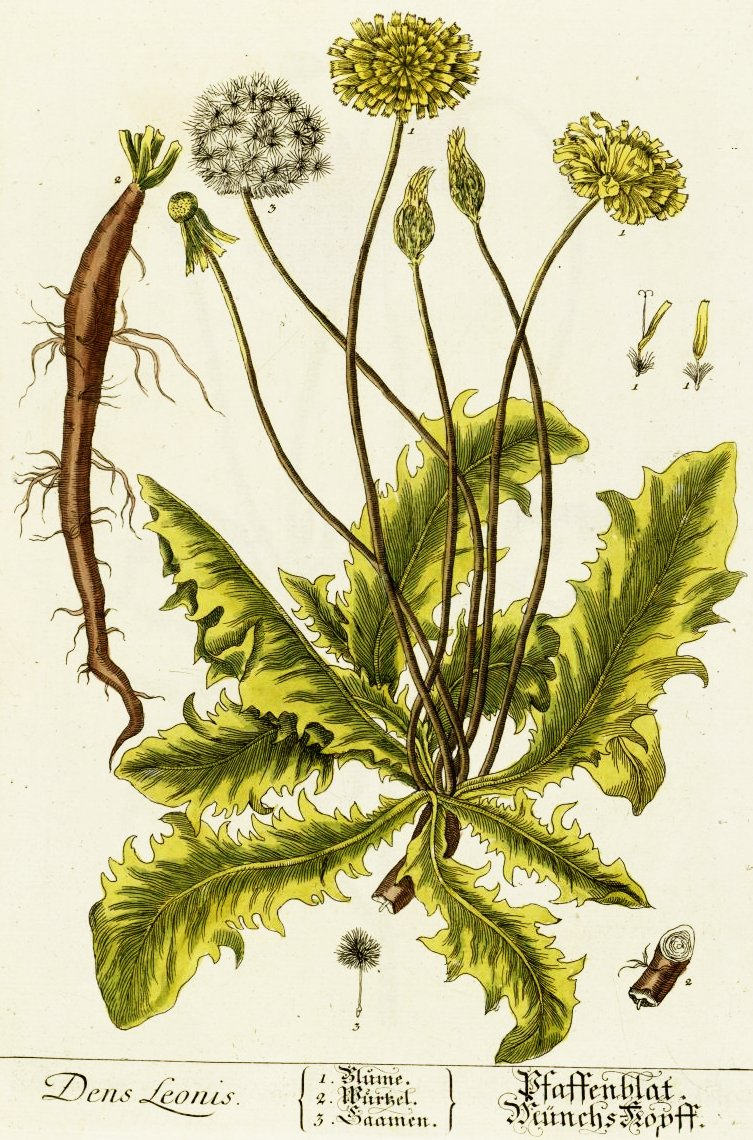
La raíz primaria del ([diente de león]), sumamente profunda. Al intentar extirparla quedan brotes para salir de nuevo.

La raíz primaria, también llamada raíz pivotante, raíz axonomorfa o raíz fusiforme, es la raíz que crece verticalmente hacia abajo. Forma un centro del cual otras raíces pueden brotar lateralmente.

## Características
Las plantas con raíces primarias son difíciles de trasplantar. Es por la raíz primaria por lo que el diente de león es difícil de desarraigar. Al tirar se saca solamente el extremo superior de la raíz, el resto de la larga raíz permanece en el interior del terreno y saca rebrotes. Un sistema de raíz primaria contrasta con un sistema de raíces fibrilares,  con un entramado de numerosas raíces.
La mayoría de los árboles comienzan su vida con una raíz primaria, pero a partir del primer año pasan a un sistema de raíces fibrosas formado principalmente por raíces superficiales que se extienden horizontalmente y solo algunas raíces profundas que anclan verticalmente. Un árbol maduro típico de 30 a 50 m de alto tiene un sistema de raíces que se extienden horizontalmente en todas las direcciones, como mínimo tan largas como alto sea el árbol, pero más del 95% de las raíces se encuentra en los primeros 50 cm por debajo del suelo.

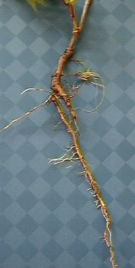
Una raíz primaria.

Muchas raíces primarias se modifican para convertirse en un órgano de almacén.

## Plantas
Algunas plantas con raíz primaria:
- Zanahoria
- Cardos
- Diente de león
- Pueraria lobata
- Pastinaca
- Buglosa
- Taraxacum
- Rábano
- Nabo
- Welwitschia

## Árboles
Algunas árboles con raíz primaria:

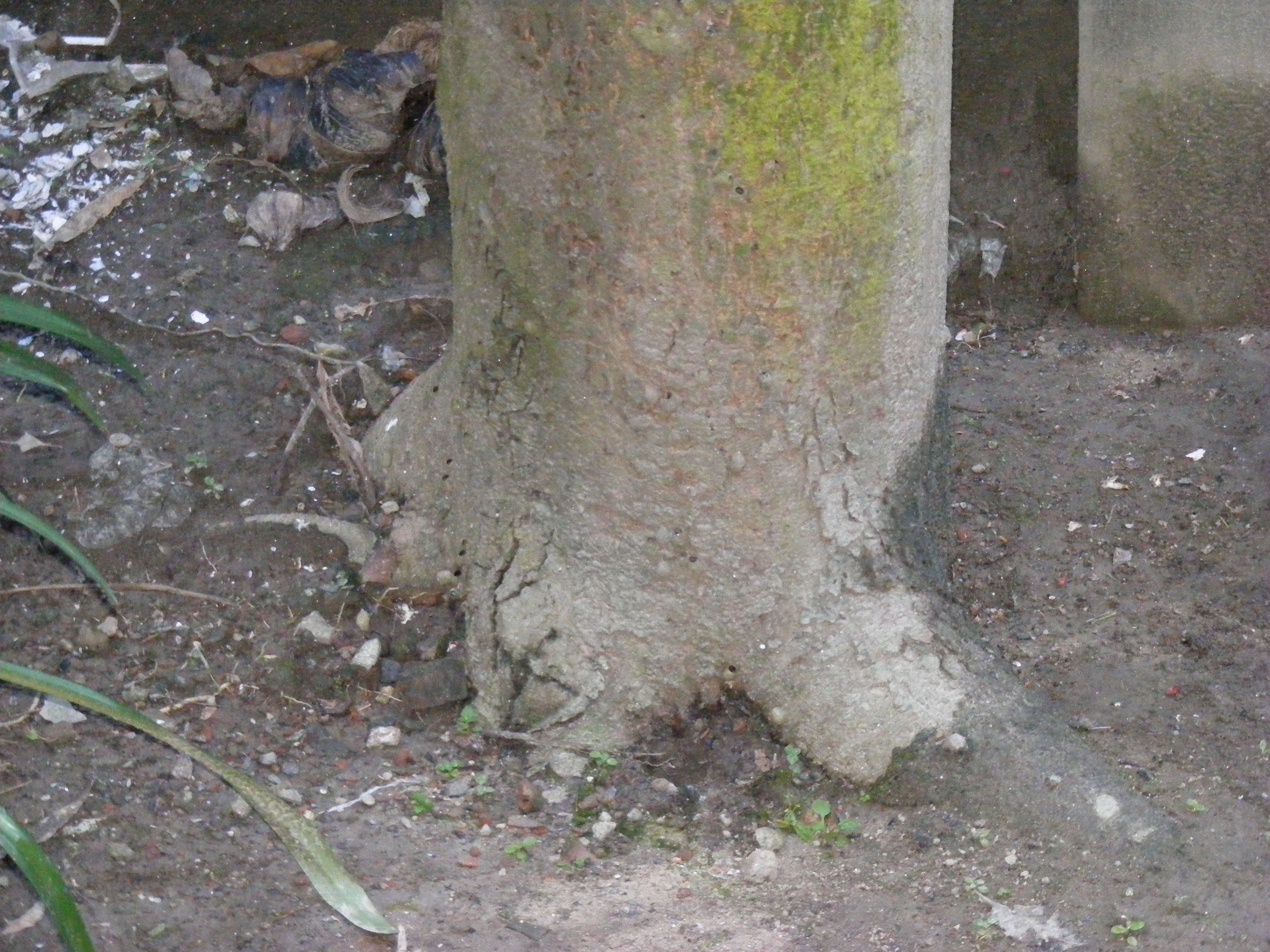
Raíz pivotante o primaria de un mango maduro, puede distinguirse el arranque, Kolkata, India

- el Olmo joven que por esa razón desde el siglo XII se usa para armar los pólderes de arena de Holanda, los bordes de los estanques, los canales y los diques.
- el Tilo Joven que por esa razón desde el siglo XII se usa para armar los pólderes de arena de Holanda, los bordes de los estanques,los canales y los diques.
- el Álamo joven que por esa razón desde el siglo XII se usa para armar los pólderes de arena de Holanda, los bordes de los estanques,los canales y los diques.
- el Quercus macrocarpa, o Roble bur
- el Quercus ilicifolia
- laErythrina crista-galli
- la Prosopis pallida
- la Carya laciniosa
- la Dalbergia sissoo
- la Shorea robusta seed oil
- la Inocarpus fagifer
- la Pseudotsuga menziesii
- la Adansonia digitata
- el Pinus palustris
- el Quercus alba
- la Nyssa sylvatica
- el mango
- la Millettia pinnata
- la Telopea oreades
- el Rhopalostylis sapida
- la Camellia sinensis
- el Ricinodendron heudelotii
- la Carya ovata
- el Cytisus proliferus
- la Carya tomentos
- la Tsuga caroliniana
- la Ziziphus mauritiana
- la familia Pinaceae
- la Amyris elemifera
- el Quercus palustris
- la Nyssa biflora
- el Acer rubrum
- los árboles ebrios
- la Banksia ilicifolia
- el Pinus torreyana
- la Vachellia karroo
- la Carya glabra
- la Myrica rubra
- la Carya aquatica
- el Quercus aliena
- el Pseudotsuga menziesii var. glauca
- la Pseudotsuga menziesii var. menziesii
- el Prosopis velutina
- la Carya myristiciformis
- el Pycnanthus angolensis
- el Hyphaene compressa

## Raíces primarias típicas
- Raíz cónica: otra palabra para denominar a la raíz primaria.
- Raíz fusiforme: ahusamientos en la tapa y en el fondo, e.j. la raíz primaria de un rábano blanco.
- Raíz napiforme: es más ancha que larga, e.j. la raíz de un nabo.